# 4592 Alkissia
4592 Alkissia је астероид главног астероидног појаса чија средња удаљеност од Сунца износи 3,191 астрономских јединица (АЈ).
Апсолутна магнитуда астероида је 12,1.